# 瓦赫坦·基卡比泽
瓦赫坦·康斯坦丁内斯泽·基卡比泽（1938年7月19日—2023年1月15日），格鲁吉亚歌手、电影导演、编剧、演员。

## 生平
1938年7月19日生于苏联格鲁吉亚苏维埃社会主义共和国第比利斯。他的父亲出身伊梅雷蒂王国贵族家庭，1942年12月苏德战争刻赤半岛战役开始后再也没有回家。他的母亲是一名歌手。
在中学期间，他学会了唱歌和打鼓。毕业后，他就读于第比利斯国立大学，1959年加入第比利斯爱乐乐团。1961年至1963年在第比利斯国立外国语学院（现伊利亚国立大学）学习。由于热爱艺术，他最终没有毕业。1960年至1970年，他在“奥雷拉”乐团演出。1980年代后，他成为小有名气的流行歌手。知名演唱曲目包括《记忆》《我的年华》《父亲的歌》等。
1966年，他参演了首部电影。随后又参演了《我是侦察员》（1972年）、《失踪的探险队》（1975年）、《米米诺》（1977年）、《塔斯社声明...》（1984年）等。
1989年，他与其他歌手一起创作了一首歌，以声援4月9日惨案的受害者。2008年，由于南奥塞梯冲突，他拒绝接受俄罗斯政府授予的友谊勋章，此外还取消了预定在莫斯科举行的音乐会。此后，他再没有在俄罗斯举办过音乐会。2022年2月，他谴责俄罗斯对乌克兰的军事行动。
2020年，他代表统一民族运动当选格鲁吉亚议会议员。但由于身体原因，他基本处于缺席状态。2023年1月15日，在第比利斯逝世。
|                   | 如果一个人俄语说得不好，你不要就因此以为他是个笨蛋--他还会讲自己的母语。 |
| ——瓦赫坦·基卡比泽 |                                                                          |

## 荣誉
- 格鲁吉亚苏维埃社会主义共和国功勋艺术家（1970年）
- 苏联国家奖（1978年）
- 格鲁吉亚苏维埃社会主义共和国人民艺术家（1980年）
- 荣誉勋章（格鲁吉亚，1994年）
- 第比利斯荣誉市民（1998年）
- 友谊勋章（俄罗斯，2008年7月19日）
- 乌克兰功勋艺术家（2013年11月30日）